# 飯束潮吹

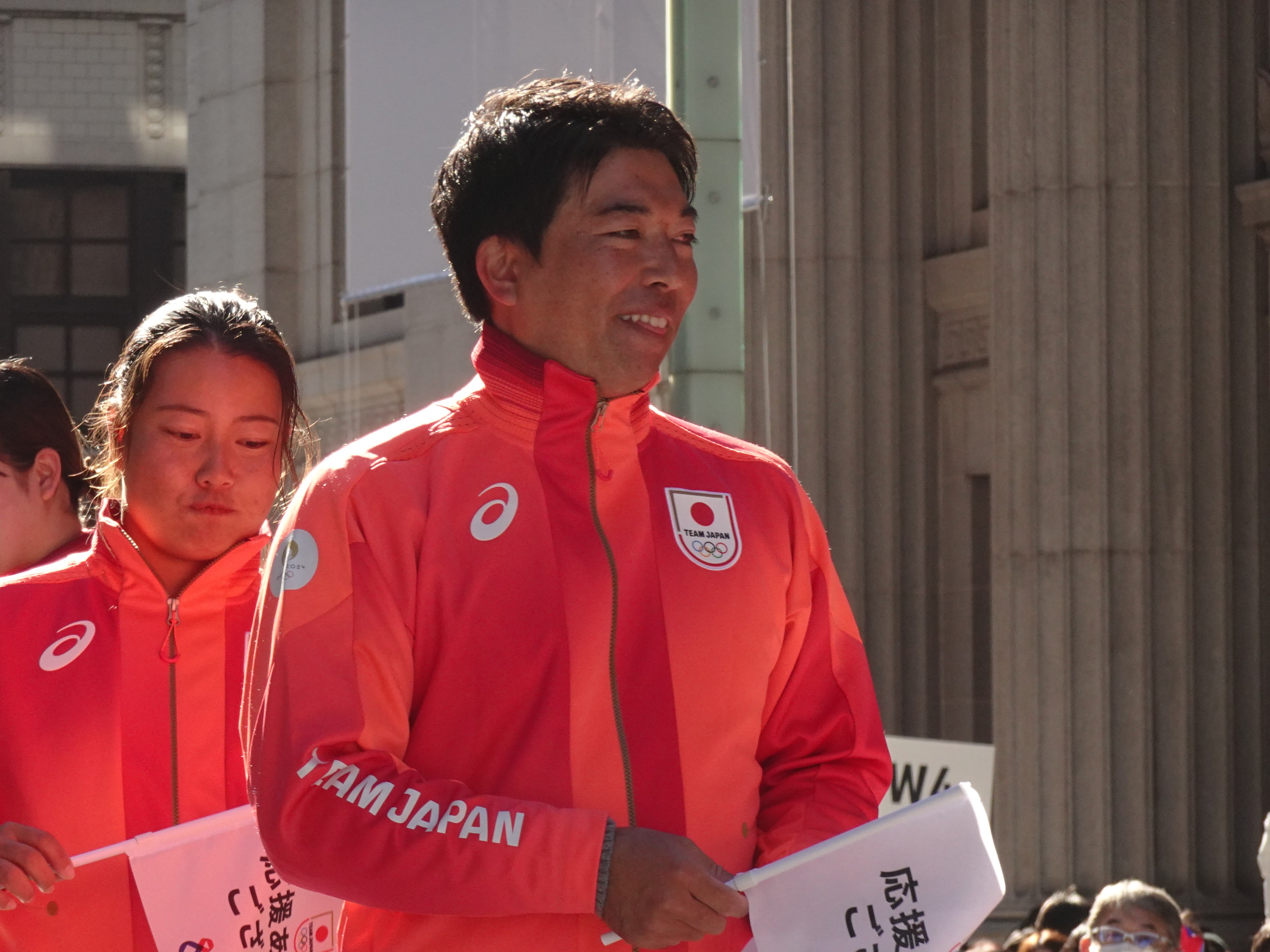
2024年11月30日、東京にて

飯束 潮吹（いいつか しぶき、1988年8月23日 - ）は、日本のセーリング選手。
神奈川県出身。日本経済大学出身。エス・ピー・ネットワーク所属。

## 競技成績
- 2002年アジア競技大会 - オプティミスト 金メダル
- 2006年アジア競技大会 - 420 銀メダル（古谷信玄とともに）
- 2020年東京オリンピック - ナクラ17 15位（畑山絵里とともに）
- 2022年アジア競技大会 - 混合ナクラ17級 銅メダル（西田カピーリア桜良とともに）
- 2024年パリオリンピックのセーリング競技 - 混合ナクラ17級 17位（西田カピーリア桜良とともに）